# 蘇州高新区有軌電車
蘇州高新区有軌電車（簡体字中国語: 苏州高新区有轨电车）は中華人民共和国江蘇省蘇州市にある路面電車である。

## 概要
2012年9月11日に着工、2014年10月26日にT1号線が開業した。2018年8月31日にはT2号線が開業した。

## 路線

### 運営中
- T1号線：獅子山駅 - 西洋山駅
- T2号線：竜康路駅 - 蘇州新区駅